# Белен (агломерация)
Белен (порт. Região Metropolitana de Belém)  —  крупная городская агломерация в Бразилии. Центр — город Белен. Входит в штат Пара. 
Численность населения составляет 2 043 537 человек на 2007 год и 2 381 661 человек на 2014 год (в том числе в границах 2010 года — 2 129 515 человек). Занимает площадь 3566,2 км². Плотность населения — 667,84 чел./км².

## Состав агломерации
В агломерацию входят 7 муниципалитетов:
- Белен
- Ананиндеуа
- Кастаньял
- Маритуба
- Санта-Изабел-ду-Пара
- Беневидис
- Санта-Барбара-ду-Пара

## Статистика
- Валовой внутренний продукт на 2005 составляет 14.004.267.345 реалов (данные: Бразильский институт географии и статистики).
- Валовой внутренний продукт на душу населения на 2005 составляет 6.856,34 реалов (данные: Бразильский институт географии и статистики).
- Индекс развития человеческого потенциала на 2000 составляет 0,797 (данные: Программа развития ООН).